# اليت (مقاطعة كلاردشت)
اليت (بالفارسية: الیت) هي قرية تقع في Kuhestan Rural District في إيران. يقدر عدد سكانها بـ 250 نسمة بحسب إحصاء 2016.